# 운암역
운암역(雲巖驛)은 조선민주주의인민공화국 평안북도 운전군에 위치한 평의선의 철도역이다. 